# Guillem Crespí
Guillem Crespí   (Barcelona, 26 de desembre de 2002) és un velocista català.
Guillem Crespí és un atleta del club Barcelona Atletisme. Va aconseguir la seva millor marca personal de 10,28 segons en la final dels 100 metres del Campionat d'Europa sub-23 d'atletisme de 2023 a Espoo el juliol de 2023.
El febrer de 2024, va quedar segon al Campionat d'Espanya d'atletisme en pista coberta en els 60 metres, establint una nova marca personal de 6,70 segons. Va correr amb l'equip espanyol de relleus de 4x100 m al Campionat del Món de relleus de 2024 a Nassau, Bahames .
També es va classificar per a la final dels 100 metres al Campionat d'Europa d'Atletisme de 2024 a Roma amb una nova marca personal de 10,19 segons. Va acabar sisè a la final on va rebaixar la seva marca personal a 10,18 segons.

## Competicions internacionals
| Representant Espanya | Representant Espanya                                        | Representant Espanya | Representant Espanya | Representant Espanya | Representant Espanya |
| -------------------- | ----------------------------------------------------------- | -------------------- | -------------------- | -------------------- | -------------------- |
| 2023                 | Campionats Mediterranis d'Atletisme Sub-23 en pista coberta | València             | 6é                   | 60 m                 | 6.77                 |
| 2023                 | Campionat d'Europa sub23                                    | Espoo, Finlàndia     | 5é                   | 100 m                | 10.34                |
| 2023                 | Campionat d'Europa sub23                                    | Espoo, Finlàndia     | 9é (h)               | Relleu 4 × 100 m     | 39.88                |
| 2024                 | Mundial de Relleus                                          | Nassau, Bahames      | 26é (h)              | Relleu 4 × 100 m     | 39.35                |
| 2024                 | Campionat d'Europa                                          | Roma, Itàlia         | 6é                   | 100 m                | 10.18                |